# Fiji i olympiska sommarspelen 1988
Fiji deltog i de olympiska sommarspelen 1988 med en trupp bestående av 23 deltagare, men ingen av landets deltagare erövrade någon medalj.

## Boxning
| Likou Ariu      | Weltervikt      | Soren Antman (SWE) L RSCH | Gick inte vidare                | Gick inte vidare | Gick inte vidare | Gick inte vidare | Gick inte vidare | Gick inte vidare | Gick inte vidare | Gick inte vidare |
| Avaavau Avaavau | Lätt weltervikt |                           | Humberto Rodriguez (MEX) L RSCH | Gick inte vidare | Gick inte vidare | Gick inte vidare | Gick inte vidare | Gick inte vidare | Gick inte vidare |                  |

## Friidrott
Herrar
| Idrottare        | Gren                         | Heat     | Heat      | Semifinal        | Semifinal        | Final            | Final            |
| Idrottare        | Gren                         | Tid      | Placering | Tid              | Placering        | Tid              | Placering        |
| ---------------- | ---------------------------- | -------- | --------- | ---------------- | ---------------- | ---------------- | ---------------- |
| Maloni Bole      | Herrarnas 100 meter          | 11,19    | 91        | Gick inte vidare | Gick inte vidare | Gick inte vidare | Gick inte vidare |
| Maloni Bole      | Herrarnas 200 meter          | 22,44    | 63        | Gick inte vidare | Gick inte vidare | Gick inte vidare | Gick inte vidare |
| Moses Khan       | Herrarnas 1 500 meter        | 4:03,20  | 55        | Gick inte vidare | Gick inte vidare | Gick inte vidare | Gick inte vidare |
| Albert Miller    | Herrarnas 110 meter häck     | 14,86    | 35        | Gick inte vidare | Gick inte vidare | Gick inte vidare | Gick inte vidare |
| Albert Miller    | Herrarnas tiokamp            |          |           |                  |                  | 7016 poäng       | 32               |
| Lui Muavesi      | Herrarnas 800 meter          | 1:54,48  | 59        | Gick inte vidare | Gick inte vidare | Gick inte vidare | Gick inte vidare |
| Bineshwar Prasad | Herrarnas maraton            | 33:30,43 | 42        |                  |                  | Gick inte vidare | Gick inte vidare |
| Bineshwar Prasad | Herrarnas maraton            |          |           |                  |                  | 2:41:50          | 76               |
| Joseph Rodan     | Herrarnas 400 meter          | 48,69    | 56        | Gick inte vidare | Gick inte vidare | Gick inte vidare | Gick inte vidare |
| Joseph Rodan     | Herrarnas 400 meter häck     | 53,66    | 35        | Gick inte vidare | Gick inte vidare | Gick inte vidare | Gick inte vidare |
| Davendra Singh   | Herrarnas 5 000 meter        | DNS      | -         | Gick inte vidare | Gick inte vidare | Gick inte vidare | Gick inte vidare |
| Davendra Singh   | Herrarnas 3 000 meter hinder | 9:23,50  | 30        | Gick inte vidare | Gick inte vidare | Gick inte vidare | Gick inte vidare |

Damer
| Idrottare       | Gren                    | Heat  | Heat      | Semifinal        | Semifinal        | Final            | Final            |
| Idrottare       | Gren                    | Tid   | Placering | Tid              | Placering        | Tid              | Placering        |
| --------------- | ----------------------- | ----- | --------- | ---------------- | ---------------- | ---------------- | ---------------- |
| Sainiana Tukana | Damernas 100 meter häck | 15,50 | 33        | Gick inte vidare | Gick inte vidare | Gick inte vidare | Gick inte vidare |
| Sainiana Tukana | Damernas sjukamp        |       |           |                  |                  | 2560 poäng       | 26               |

## Judo
| Idrottare           | Gren                    | Inledande                           | Sextondelsfinal                      | Åttondelsfinal       | Kvartsfinal          | Semifinal            | Första återkvalsomgången       | Återkval kvartsfinal | Återkval semifinal   | Final                |
| Idrottare           | Gren                    | Motståndare Resultat                | Motståndare Resultat                 | Motståndare Resultat | Motståndare Resultat | Motståndare Resultat | Motståndare Resultat           | Motståndare Resultat | Motståndare Resultat | Motståndare Resultat |
| ------------------- | ----------------------- | ----------------------------------- | ------------------------------------ | -------------------- | -------------------- | -------------------- | ------------------------------ | -------------------- | -------------------- | -------------------- |
| Josateki Basalusalu | Herrarnas halv tungvikt |                                     | Vladimir Chestakov (RUS) L 0010-1011 | Gick inte vidare     | Gick inte vidare     | Gick inte vidare     | Heng-An Chiu (TPE) L 0000-0122 | Gick inte vidare     | Gick inte vidare     | Gick inte vidare     |
| Simione Kuruvoli    | Herrarnas mellanvikt    | Sodnom Erhembayar (MGL) L 0000-1000 | Gick inte vidare                     | Gick inte vidare     | Gick inte vidare     | Gick inte vidare     | Gick inte vidare               | Gick inte vidare     | Gick inte vidare     | Gick inte vidare     |
| Viliame Takayawa    | Herrarnas tungvikt      |                                     | Stephane Traineau (FRA) L 0000-1000  | Gick inte vidare     | Gick inte vidare     | Gick inte vidare     | Gick inte vidare               | Gick inte vidare     | Gick inte vidare     | Gick inte vidare     |

## Segling
Herrar
| Seglare                                | Gren                  | Lopp | Lopp | Lopp | Lopp | Lopp | Lopp | Lopp | Poäng | Placering |
| Seglare                                | Gren                  | 1    | 2    | 3    | 4    | 5    | 6    | 7    | Poäng | Placering |
| -------------------------------------- | --------------------- | ---- | ---- | ---- | ---- | ---- | ---- | ---- | ----- | --------- |
| David Ashby Colin Dunlop Anthony Philp | Soling                | 20   | 19   | 17   | 20   | 15   | 20   | 16   | 143   | 19        |
| Anthony Philp                          | Herrarnas division II | 28   | DSQ  | 18   | 23   | 18   | 27   | RET  | 196   | 28        |
| Colin Philp                            | Herrarnas finnjolle   | RET  | 30   | 26   | 24   | 24   | DSQ  | 20   | 194   | 29        |